# أندرو دونكان (لاعب دوري الرغبي)
أندرو دونكان (بالإنجليزية: Andrew Duncan)‏ هو لاعب دوري الرغبي أسترالي، ولد في 13 سبتمبر 1972.